# Michelle McKendry
Michelle McKendry (Orangeville, 18 giugno 1967) è un'ex sciatrice alpina canadese.
In seguito al matrimonio assunse il cognome del coniuge e nell'ultimo scorcio della sua carriera (stagioni 1993-1995) gareggiò come Michelle Ruthven.

## Biografia
Sciatrice polivalente, la McKendry debuttò in campo internazionale in occasione dei Campionati mondiali di Crans-Montana 1987, pur non ottenendo piazzamenti; l'anno dopo ai XV Giochi olimpici invernali di Calgary 1988, sua prima presenza olimpica, si classificò 18ª nello slalom speciale, 7ª nella combinata e non completò lo slalom gigante. Sempre nel 1988 ottenne il primo piazzamento in Coppa del Mondo, il 16 dicembre ad Altenmarkt-Zauchensee in combinata (12ª), mentre ai Mondiali di Vail 1989 fu 7ª nel supergigante e 8ª nella combinata.
Ai Mondiali di Saalbach-Hinterglemm 1991 si classificò 7ª nella combinata, ai XVI Giochi olimpici invernali di Albertville 1992 si piazzò 20ª nella discesa libera, 20ª nel supergigante e 6ª nella combinata e ai Mondiali di Morioka 1993, sua ultima presenza iridata, fu 34ª nella discesa libera e 29ª nello slalom gigante. Il 19 gennaio 1994 conquistò il primo podio in Coppa del Mondo, a Garmisch-Partenkirchen in discesa libera (3ª); ai successivi XVII Giochi olimpici invernali di Lillehammer 1994, sua ultima presenza olimpica, si classificò 30ª nella discesa libera, 25ª nel supergigante e non completò la combinata. 
Sempre nel 1994, il 6 marzo, conquistò anche il suo secondo e ultimo podio in Coppa del Mondo, a Whistler in discesa libera (3ª), e gli ultimi podi in Nor-Am Cup, con le vittorie nelle discese libere disputate a Whitefish il 13 e il 14 dicembre. Prese per l'ultima volta il via in Coppa del Mondo il 15 marzo 1995 a Bormio in discesa libera (20ª) e si ritirò al termine di quella stessa stagione 1994-1995; la sua ultima gara fu il supergigante dei Campionati canadesi 1995, disputato il 28 marzo a Mont-Sainte-Anne e nel quale la McKendry vinse la medaglia di bronzo.

## Palmarès

### Coppa del Mondo
- Miglior piazzamento in classifica generale: 40ª nel 1994
- 2 podi:
  - 2 terzi posti

### Nor Am Cup
- Vincitrice della classifica di discesa libera nel 1995
- Vincitrice della classifica di supergigante nel 1993[senza fonte]
- 2 podi (dati dalla stagione 1994-1995):
  - 2 vittorie

#### Nor-Am Cup - vittorie
| Data             | Località  | Paese       | Specialità |
| ---------------- | --------- | ----------- | ---------- |
| 13 dicembre 1994 | Whitefish | Stati Uniti | DH         |
| 14 dicembre 1994 | Whitefish | Stati Uniti | DH         |

Legenda:

DH = discesa libera

### Campionati canadesi
- 7 medaglie (dati parziali fino alla stagione 1994-1995)[2]:
  - 5 ori (supergigante nel 1991; supergigante, slalom gigante nel 1992; supergigante nel 1993; supergigante nel 1994)
  - 2 bronzi (discesa libera, supergigante nel 1995)